# M3 (Metro Istanbul)

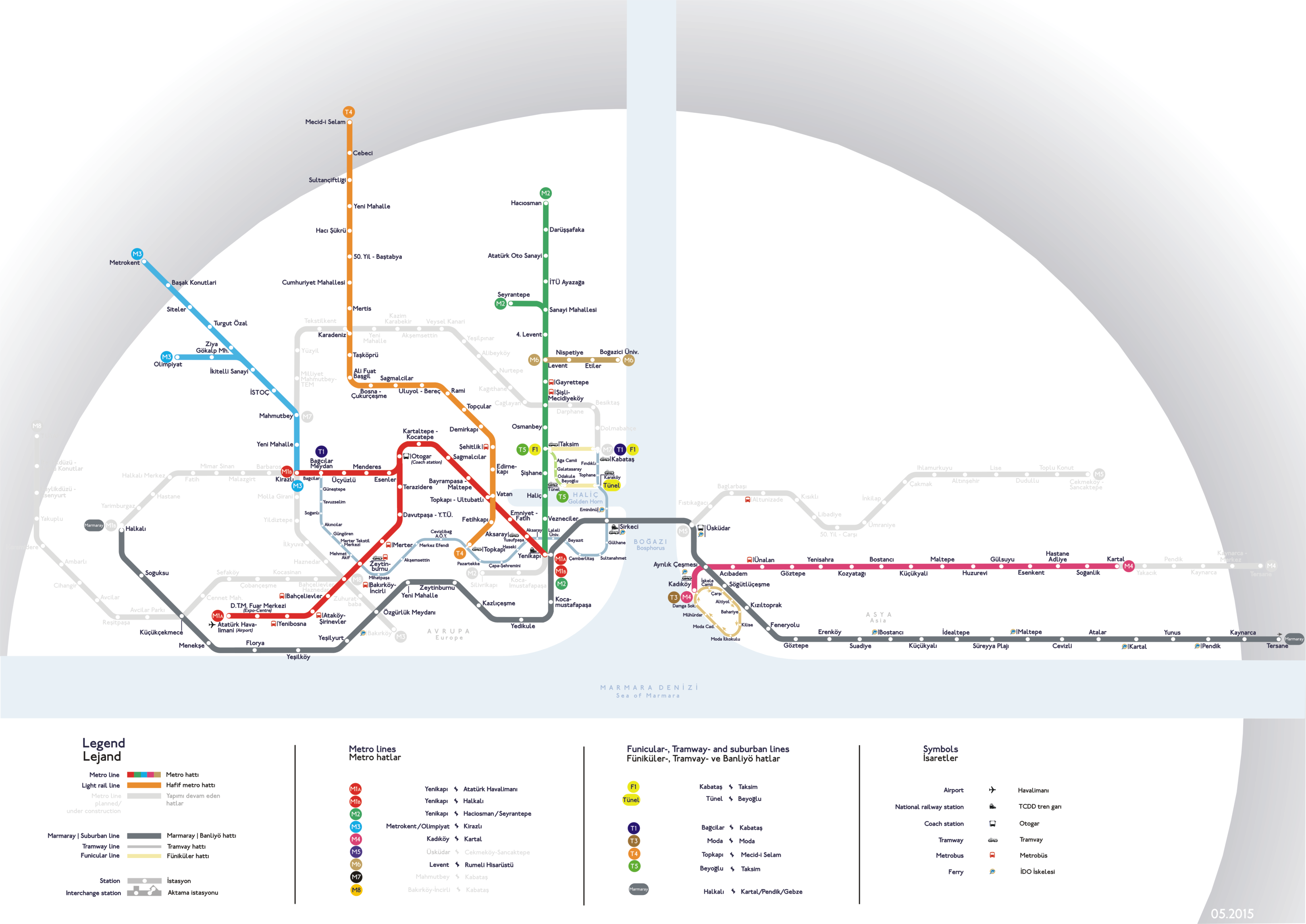
Einbettung der U-Bahn-Linie M3 (in Hellblau) in das Istanbuler Verkehrsnetz

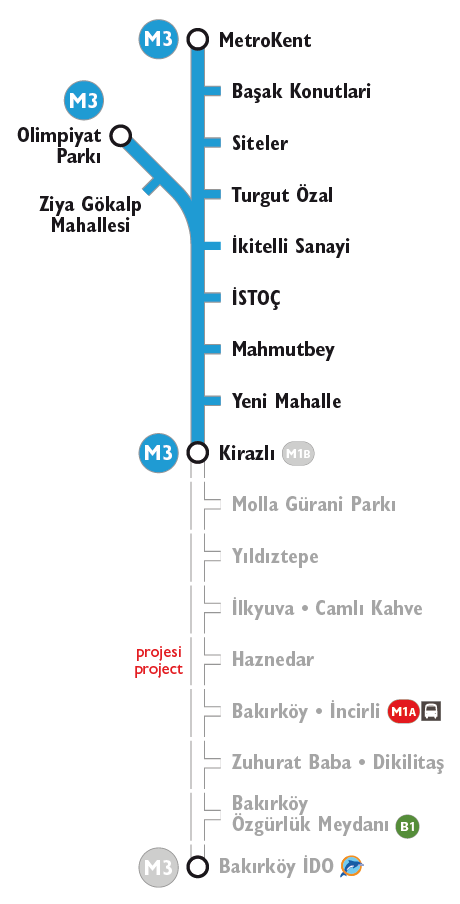
Stationsplan der Metrolinie M3

Die Linie M3 ist die dritte U-Bahn-Linie der Metro Istanbul. Sie befand sich seit dem 10. September 2012 im Testbetrieb mit Fahrgästen und wurde am 31. März 2013 offiziell eröffnet. Sie verläuft im Nordwesten des europäischen Teils von Istanbul und wird vorerst eine Länge von 15,9 Kilometern und 11 Stationen haben.
Die gesamte Strecke liegt im Tunnel und wird durch eine Oberleitung mit Energie versorgt. Die Stationen haben eine Länge von 225 Metern und sind durch Aufzüge allesamt auch für mobilitätseingeschränkte Personen zugänglich.
Langfristig soll die M3 weiter nach Süden verlängert werden. In Bakirköy-İnçirli soll ein Umsteigebahnhof zur M1A und in Bakirköy İDO in einem weiteren Umsteigepunkt eine Anbindung zur S-Bahn Istanbul (die seit dem 29. Oktober 2013 den europäischen mit dem asiatischen Teil Istanbuls verbindet) und zum Fährverkehr realisiert werden.

## Geschichte
Der Bau der M3 wurde durch die Bewerbung Istanbuls für die Olympischen Spiele 2020 ausgelöst. Eine leistungsfähige schienengebundene Schnellverkehrsanbindung und die damit verbundene gute Erreichbarkeit der Sportstätten gilt als eine unabdingbare Voraussetzung für die Bewerbung um die Spiele.
Unabhängig davon sind aber auch im nordwestlichen Stadtteil Başakşehir mehrere Großwohnsiedlungen entstanden, in denen insgesamt über 200.000 Menschen leben. Diese sollen mit der M3 besser ans Stadtzentrum angeschlossen werden, um so weitere Belastungen des ohnehin bereits überlasteten Straßennetzes durch Pendlerverkehre zu vermeiden.
Mit dem Bau der Strecke wurde im Mai 2006 begonnen, wobei die Baukosten mit 900 Millionen US-Dollar veranschlagt wurden. In der Planungs- und Bauphase trug die Linie noch die Bezeichnung M5. Diese wurde aber im Juli 2012 von der Bezeichnung M3 abgelöst, da die geplante und bis dahin als M3 bezeichnete U-Bahn-Linie von Aksaray nach Kirazlı in M1B umbenannt und die Bezeichnung M3 somit frei wurde. Der Rohbau der Tunnels wurde im März 2009 und der Innenausbau im März 2012 fertiggestellt. Seit September 2012 befindet sich die Linie im Testbetrieb mit Fahrgästen, in dem vor allem auch die für Istanbul neuen, diversen automatischen Systeme der Linie intensiv verprobt werden. Die offizielle Eröffnung der Linie durch den Betreiber Istanbul Ulasim hat aber noch nicht stattgefunden, damit der Testbetrieb nicht mit zu vielen Fahrgästen stattfindet.
Die offizielle Linienfarbe der M3 ist Hellblau.

## Verlauf
Die M3 hat ihren vorläufigen südlichen Endpunkt an der Station Kirazlı, an der eine Umsteigemöglichkeit zur Metrolinie M1B besteht, die am 14. Juni 2013 hergestellt wurde. Die M3 verläuft von hier in Richtung Nordwest und verzweigt dann an der Station İkitelli Güney Sanayi in einen Westast zum Atatürk-Olympiastadion und in einen Nordast nach Başakşehir.

## Fahrzeuge
Für den Fahrbetrieb wurden Fahrzeuge des Typs Metropolis vom französischen Hersteller Alstom beschafft. Ein Zug besteht aus vier Wägen mit jeweils vier Türen auf jeder Seite, die einen schnellen Fahrgastwechsel ermöglichen. So soll auf der Linie M3 bei einer Reisegeschwindigkeit von 45 km/h und einer Höchstgeschwindigkeit der Züge von 85 km/h eine stündliche Transportkapazität von 42.000 Fahrgästen je Richtung erreicht werden.